# Beatrix (powieść)
Beatrix – powieść Honoriusza Balzaka z 1839, opublikowana po raz pierwszy w czasopiśmie le Siècle. Stanowi część Scen z życia prywatnego cyklu Komedia ludzka.

## Okoliczności powstania utworu
W marcu 1838 roku Balzac usłyszał od George Sand podczas wizyty w Nohant, historię romansu Ferenca Liszta i pani d'Agoult. Natychmiast zaczął szkicować powieść, której nadał tytuł Les Galériens d'amour względnie Les Amours forcées. George Sand, kobieta genialna, miała obserwować i relacjonować dzieje kochanków. Pierwszy szkic utworu rozgrywa się w Paryżu po 1830 roku obrazem świata legitymistów. Młoda szlachcianka Emma de Retzeau zakochuje się w Nathanie, przyjacielu Rastignaka i Blondeta, i postanawia z nim uciec. Ten zamysł wykorzystał potem Balzac w Córce Ewy.
W drugiej wersji, napisanej w grudniu 1838, pisarz decyduje się, by z kochankami zapoznała go, tak jak w rzeczywistości, wyimaginowana George Sand, opowiadając początek słynnego romansu. Żeby nie zdemaskować Sand przed Lisztem, umieścił Nohant nad morzem w Bretanii, tworząc dwór w Touches. George Sand nazwał Kamilą Maupin, co wydaje się złośliwą aluzją, Maupin przypomina bowiem Dupin, rodowe nazwisko Aurory Dudevant. Panna Maupin, jak George Sand ubiera się po męsku, lubi konne przejażdżki, muzykę, młodość miała dziką i swobodną. Modelem jej kochanka Klaudiusza Vignon uczynił pisarz Gustawa Planche'a. Touches znalazło się w pobliżu Guérande, gdzie umieścił pisarz stary ród Guénic. O ile pan rodu stanowi typ szlachcica bretońskiego, baronowa zawdzięcza wiele hrabinie Guidoboni-Visconti. Powieść została zredagowana w styczniu 1839 roku i ukazała się w odcinkach w Le Siècle pomiędzy 13 a 26 sierpnia tego roku pod tytułem Beatrix. Pod koniec 1839 roku powieść została wydana u Souveraina. W listopadzie 1842 roku ukazała się u Furne'a w trzecim tomie Komedii ludzkiej w Scenach z życia prywatnego.
Balzac nie był zadowolony z powieści. W 1844 roku dodał więc zakończenie z fałszywą Beatrycze, która leczy Kaliksta z iluzji.

## Treść
Akcja utworu rozgrywa się w miejscowości Guérande w Bretanii, gdzie w średniowiecznym zamku mieszka kobieta niezwykła – Felicyta des Touches, poetka i intelektualistka, publikująca pod męskim pseudonimem Kamil Maupin. Jej wycofanie się z wielkiego świata, do którego mogłaby przynależeć z racji urodzenia i majątku, było świadomą decyzją, związaną z niechęcią do tradycyjnej roli kobiety i jej postrzegania w wyższych sferach Paryża. Panną des Touches jest zafascynowany młody Kalikst du Guénic, którego pociąga jej nadzwyczajna osobowość. Tymczasem do miasteczka przyjeżdża jej przyjaciółka, Beatrix de Rochefide, razem z włoskim kochankiem, muzykiem Contim oraz Klaudiuszem Vignonem, krytykiem literackim, w którym zakochana jest Felicyta. Pojawienie się Beatrix całkowicie zmienia Kaliksta, który natychmiast się w niej zakochuje, odrzuca zaprojektowaną przez rodzinę możliwość korzystnego finansowo małżeństwa z Charlotte de Kergarouët, jak i rozluźnia kontakty z Felicytą. W rezultacie niepisanej rywalizacji między obydwiema kobietami panna des Touches podejmuje decyzję o wstąpieniu do klasztoru, chce jednak wcześniej zabezpieczyć Kaliksta, którego szczerze polubiła. Za jej radą Kalikst zawiera typowe dla swoich sfer małżeństwo z rozsądku z Sabiną de Grandlieu. Nie jest jednak w stanie zapomnieć o Beatrix; jej zachowanie we wszystkich dziedzinach pozostaje dlań ideałem, który na próżno stara się naśladować jego żona. W końcu zaczyna na nowo spotykać się z panią de Rochefide. Interweniują księżna de Grandlieu, Maxime de Trailles, La Palférine przy pomocy dawnej loretki, Aurélie Schontz, "okazyjnej Béatrix", co ma uleczyć Kaliksta z jego iluzji.

## Cechy utworu
Beatrix jest jednym z wielu balzakowskich studiów psychologii kobiecej i zarazem refleksją nad rolą kobiety we współczesnym autorowi społeczeństwie. Za pierwowzór dwóch głównych, skontrastowanych ze sobą bohaterek posłużyły zresztą osoby autentyczne – Felicyta des Touches jest literackim portretem George Sand, zaś Beatrix de Rochefide – Marii d’Agoult.
W powieści widać wyraźny wpływ romantyczny, wyrażający się w niezwykle skomplikowanym, pełnym nieoczekiwanych zwrotów wątku miłosnym i zarazem niezwykle wnikliwych opisach uczuć bohaterów. Balzak nie ma jednak złudzeń co do miejsca miłości w świecie rządzonym przez koneksje i pieniądz – w momencie, gdy akcja przenosi się z francuskiej prowincji do opanowanego przez te wartości Paryża, przeżycia Kaliksta zostają sprowadzone do typowego w tamtych czasach trójkąta małżeńskiego, zaś nawet najbardziej uczuciowe jednostki są zmuszone do zaadaptowania się do panujących warunków, o ile nie chcą stracić pozycji towarzyskiej. Każda osoba (a zwłaszcza kobieta), która pragnie żyć inaczej – ze względu na talent i osobowość – musi, jak panna des Touches, zrezygnować z życia wielkiego świata, a nawet ukrywać niektóre ze swoich zajęć. Poprzez skontrastowanie dwóch silnych osobowości – Felicyty i Beatrix – Balzak ukazywał wybór potencjalnie stojący przed inteligentnymi kobietami z wyższych sfer – realizowanie swoich marzeń kosztem rezygnacji z prestiżu towarzyskiego lub życie ograniczone do kolejnych romansów, wizyt i balów. Jak wykazują jednak przykłady bohaterek, żadna z tych możliwości nie gwarantuje – w zestawieniu z szeregiem innych społecznych czynników – szczęścia. Tym samym utwór staje się kolejną w Komedii ludzkiej krytyką obyczajów i wartości wielkiego świata paryskiego. Interweniują księżna de Grandlieu, Maxime de Trailles, La Palférine i wielu innych, by przywrócić Kaliksta na łono małżeństwa.